# Констанция Арагонская (королева Сицилии)
Констанция Арагонская (исп. Constanza de Aragon y Navarra), (около 1340 — июль 1363) — инфанта Арагона, дочь короля Педро IV и Марии Наваррской, жена короля Сицилии Федериго III.

## Происхождение
Констанция Арагонская родилась около 1340 года и была дочерью дочь короля Арагона Педро IV Церемонного и его первой жены Марии Наваррской. По отцовской линии она была внучкой Альфонсо IV Арагонского и Терезы де Энтенсы. По материнской линии приходилась внучкой королю Наварры Филиппу III д’Эврё и королеве Жанне II.

## Ранние годы
Мария Наваррская родила Констанцию, когда ей самой было 14 лет. Спустя четыре года она скончалась при родах сына Педро, который умер вскоре после рождения. Король Педро IV, не имея жены и наследника мужского пола, объявил наследницей арагонского трона Констанцию и потребовал, чтобы вассалы принесли ей присягу. Многие с этим не согласились и создали противостоящую королю Арагонскую унию. Педро был вынужден жениться, чтобы иметь законного наследника. Осенью 1347 года у Констанции появилась мачеха Элеонора Португальская. Она умерла через год, так и не оставив потомства. В 1349 году Педро IV вновь женился, и в конце 1350 года у Констанции наконец-то появился младший брат, а у короны Арагона — наследник. Юного инфанта назвали Хуаном.
После смерти короля Сицилии Людовика на острове произошло баронское восстание, которое привело к фактическому разделению королевства на части, одну из которых контролировал король Федериго III (IV), а другая находилась под контролем знатного рода Кьярамонте. Положение короля в этой ситуации было нестабильным, тем более что его сторонники, каталонская и латинская партии, были разобщены. Но в войну решил вмешаться король Арагона Педро IV, женившийся на Элеоноре Сицилийской, сестра короля Федериго III (IV), надеясь, что тот осознает, что единственная возможность выживания его королевства заключается в присоединении его к Арагонской короне. И Элеонора поддерживала мужа. Согласно плану Педро IV не имевший детей Федериго III (IV) должен был завещать трон своей сестре или одному детей короля Арагона. Взамен он обязался выступить посредником перед папой римским, чтобы тот мог оказать давление на анжуйцев, управлявшими Неаполитанским королевством, чтобы те избегали нападать на Сицилию. Кроме того, Констанция, дочь Педро IV, должна была выйти замуж за короля Федериго III (IV).
Король Федериго III (IV), хотя и отнёсся к арагонскому плану снисходительно, не собирался передавать своё королевство Арагону. В итоге ситуация зашла в тупик, поскольку у короля Сицилии не было сил подчинить остров своей власти, а Арагон оказался втянут в войну против Кастилии. В 1359 году лидер латинской партии предложил альтернативный вариант брака короля — с дочерью анжуйского герцога Дураццо или дочерью Маттео II Висконти, что активизировало усилия каталонской партии по организации брака с Констанцией Арагонской, обратившись с просьбой к её отцу. В итоге в 1360 году Педро IV решил отправить дочь на Сицилию и выслал для поддержки Федериго III (IV) флот, который тот просил. В январе 1361 года она приплыла в воды Трапани, однако ей не позволили войти в город. Она отправилась в Минео, куда прибыл в марте прибыл и Федериго III (IV). Их обвенчал епископ Катании в кафедральном соборе 11 или 15. После этого Педро IV начал требовать от зятя, чтобы тот составил документ о дарении королевства. Однако в 1362 или 1363 году Констанция родила дочь Марию, что обеспечило Федериго III (IV) династическую преемственность.
Констанция умерла в июле или августе 1363 года от чумы. Её дочь же после смерти отца в 1377 году унаследовала сицилийскую корону.

## Замужество и дети
Муж: с 11 или 15 апреля 1363 года (Катания) Федериго III (IV) (1 сентября 1341 — 27 июля 1377), король Сицилии с 1355 года. В браке родилась дочь:
- Мария (1363[4] — 25 марта 1401), королева Сицилии с 1377 года; муж: с 24 июня 1389 года Мартин I (25 июля 1374 — 25 июля 1409), инфант Арагона, граф де Луна и сеньор де Сегорб-и-Иджерика, король Сицилии с 1391 года[7].